# В. И. Варшавски
«В. И. Варшавски», или «Детектив Варшавски» (англ. V.I.Warshawski) — американский кинофильм по мотивам книг Сары Парецки.

## Сюжет
Виктория Варшавски — крутой чикагский частный детектив, обладающий всем джентльменским набором качеств, присущим людям её профессии (как их изображает кинематограф): любит выпить, подраться, постоянно острит и не расстается с пистолетом. Что, впрочем, не мешает ей оставаться романтичной женщиной, верящей в настоящую любовь.
Однажды Виктория познакомилась с бывшим хоккеистом по прозвищу Бум-Бум. После замечательного романтического вечера она даже согласилась посидеть с его 13-летней дочкой Кэт. В ту же ночь Бум-Бума убили. Виктории предстоит расследовать это преступление, наказать убийц и помочь девочке, которой больше не на кого рассчитывать.

## В ролях
| Актёр           | Роль                      |
| --------------- | ------------------------- |
| Кэтлин Тёрнер   | Виктория Варшавски        |
| Джей Сэндерс    | Мюррей Райерсон           |
| Чарльз Дёрнинг  | лейтенант Бобби Мэллори   |
| Анджела Геталс  | Кэт Грейфок               |
| Нэнси Пол       | Пейдж Уилсон Грейфок      |
| Стивен Медоуз   | Бернард «Бум-Бум» Грейфок |
| Стивен Рут      | Микки                     |
| Уэйн Найт       | Эрл Смайссен              |
| Фредерик Коффин | Хортон Грейфок            |
| Чарльз Маккоэн  | Трамбл Грейфок            |
| Майк Хагерти    | Бэйб                      |